# Bidirectional Transmittance Distribution Function
BTDF ist die englische Abkürzung für Bidirectional Transmittance Distribution Function, das transluzente Pendant der BRDF. Es handelt sich dabei um eine mehrdimensionale mathematische Funktion, die das Streuverhalten von rauen lichtdurchlässigen Materialien beschreibt.
Diese Funktion spielt eine Rolle bei Verfahren zur realistischen Bildsynthese, um präzise Simulationen von allgemeinen lichtdurchlässigen Materialien vornehmen zu können. In der Bildsynthese können Materialien, die mittels BTDFs beschrieben werden, am einfachsten mit Raytracing-Algorithmen simuliert werden.